# Fonction causale
Une fonction causale est une fonction définie sur l'ensemble des réels et dont le support est minoré. On définit de la même manière une distribution causale.
Les fonctions et distributions causales les plus utilisées sont celles qui sont nulles pour les nombres réels négatifs.

## Causalité physique et mathématiques
En physique, le principe de causalité indique qu'un effet ne peut précéder sa cause. Par conséquent, t étant la variable temps, si la fonction R caractérise la réponse d'un système physique à un signal {\displaystyle S(t)} parvenu au temps {\displaystyle t=0}, cette fonction-réponse doit être nulle pour {\displaystyle t<0} : la fonction R est causale.

## Transformée de Fourier
Après un changement de variable par translation, une fonction causale f peut s'écrire sous la forme {\displaystyle f(t)=H(t)g(t)}, où H est la fonction de Heaviside.
Sachant que la transformée de Fourier de H est égale à {\displaystyle {\frac {1}{2}}\left(\delta (\nu )-i{\frac {1}{\pi \nu }}\right)}, et connaissant les propriétés de cette transformation, on obtient :
{\displaystyle {\hat {f}}(\nu )={\frac {1}{2}}\left(\delta (\nu )-\mathrm {i} {\frac {1}{\pi \nu }}\right)\ast {\hat {g}}(\nu )={\frac {1}{2}}\left({\hat {g}}(\nu )-\mathrm {i} {\mathcal {H}}\{{\hat {g}}\}(\nu )\right)},
où {\displaystyle {\mathcal {H}}\{{\hat {g}}\}} est la transformée de Hilbert de la fonction {\displaystyle {\hat {g}}}.

## Référence
François Roddier, Distributions et Transformation de Fourier, McGraw-Hill, 1971  (ISBN 2 7042 1004 7).